# Acnemia trifida
Acnemia trifida är en tvåvingeart som beskrevs av Zaitzev 1982. Acnemia trifida ingår i släktet Acnemia och familjen svampmyggor. Inga underarter finns listade i Catalogue of Life.